# Патешти (Валча)
Патешти (рум. Pătești) насеље је у Румунији у округу Валча у општини Салатручел. Oпштина се налази на надморској висини од 553 m.

## Становништво
Према подацима из 2002. године у насељу је живело 147 становника, од којих су сви румунске националности.